# Кримовица
Кримовица (на сръбски: Кримовица) е село в Черна гора, разположено в община Котор. Населението му според преброяването през 2011 г. е 73 души.

## Население
Численост на населението според преброяванията през годините:
- 1948 – 186 души
- 1953 – 168 души
- 1961 – 176 души
- 1971 – 180 души
- 1981 – 115 души
- 1991 – 70 души
- 2003 – 55 души
- 2011 – 73 души